# Outlet

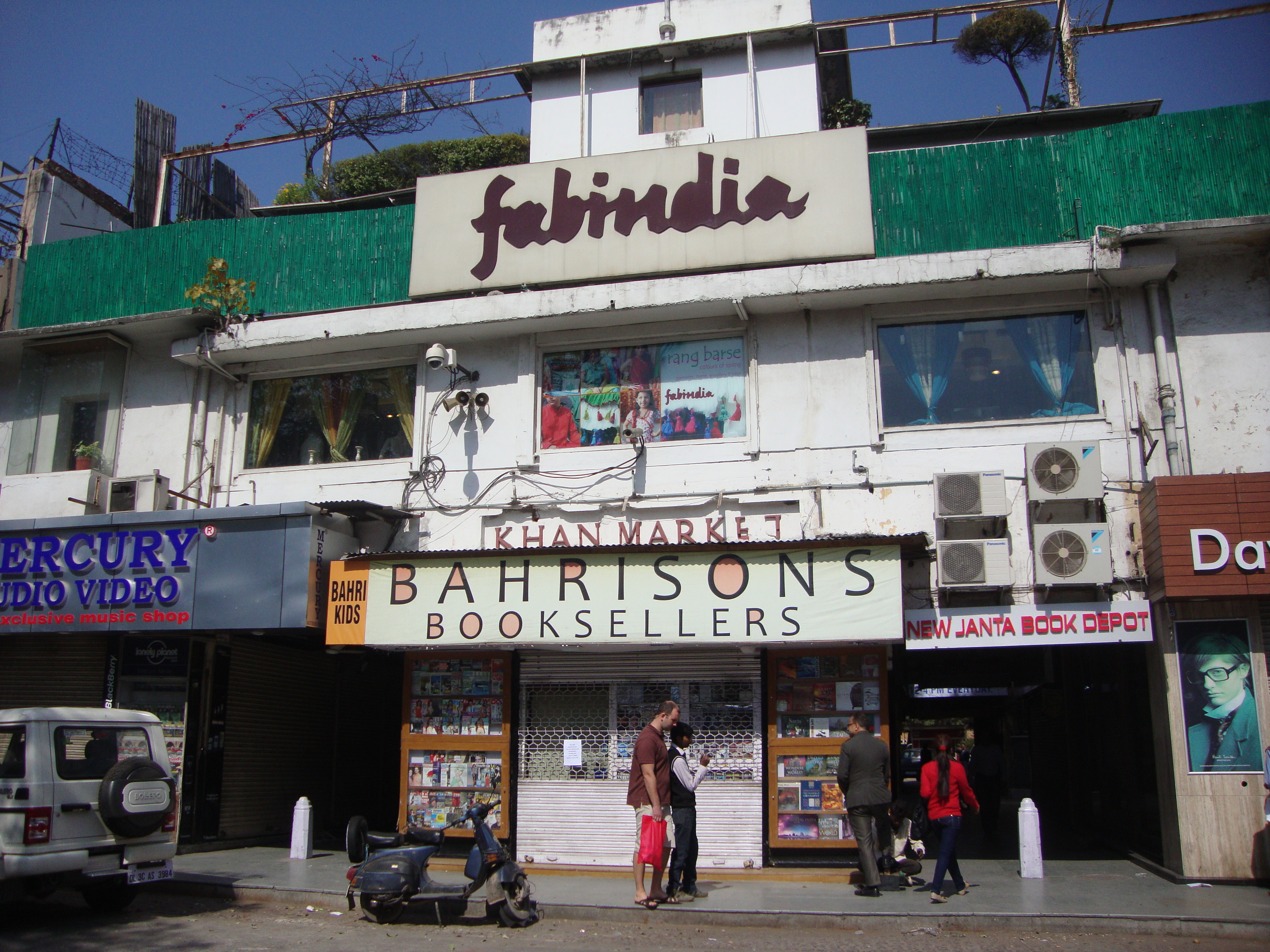
Outlet en Nueva Dehli, India

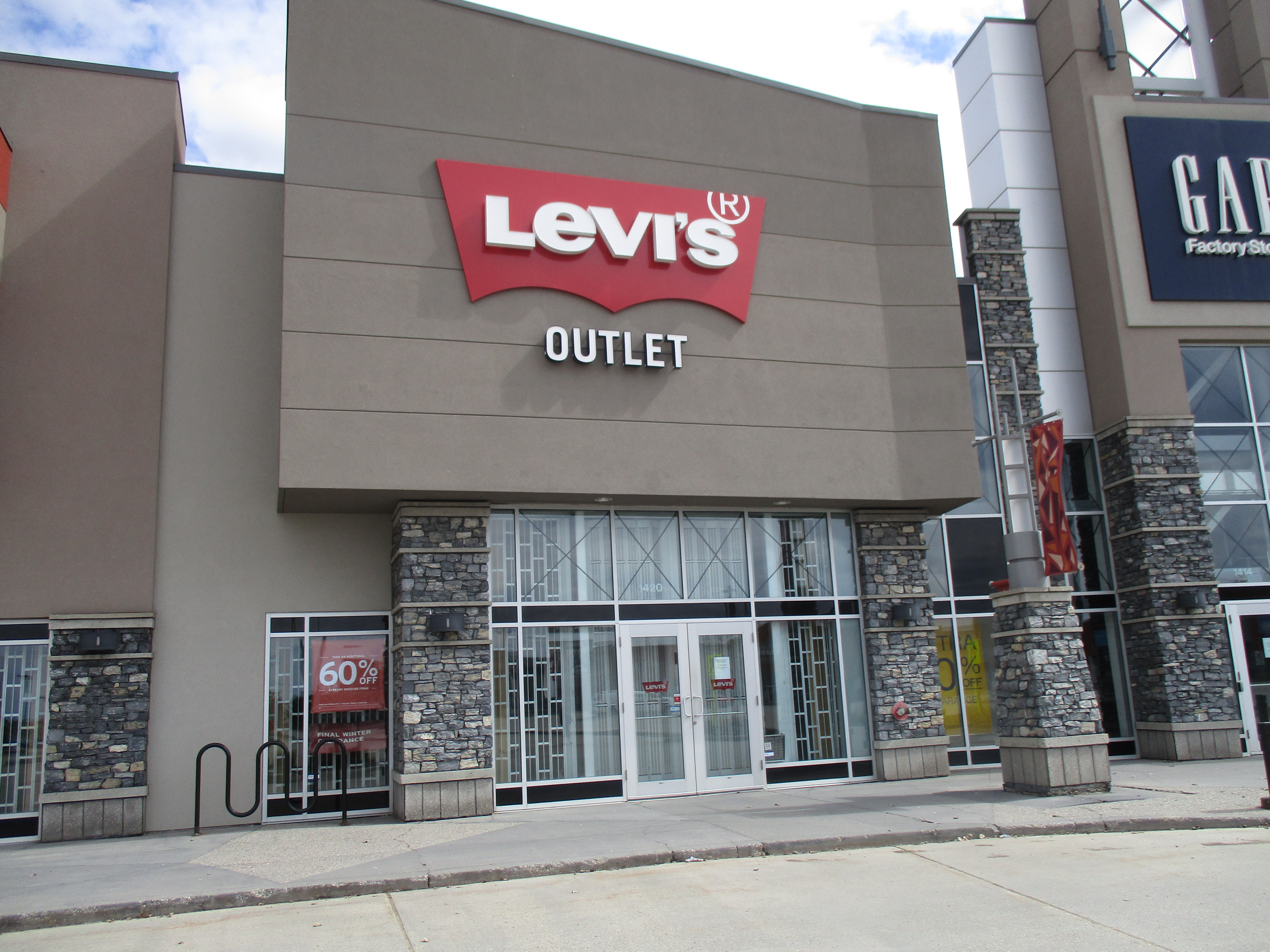
Tienda outlet de una marca de ropa.

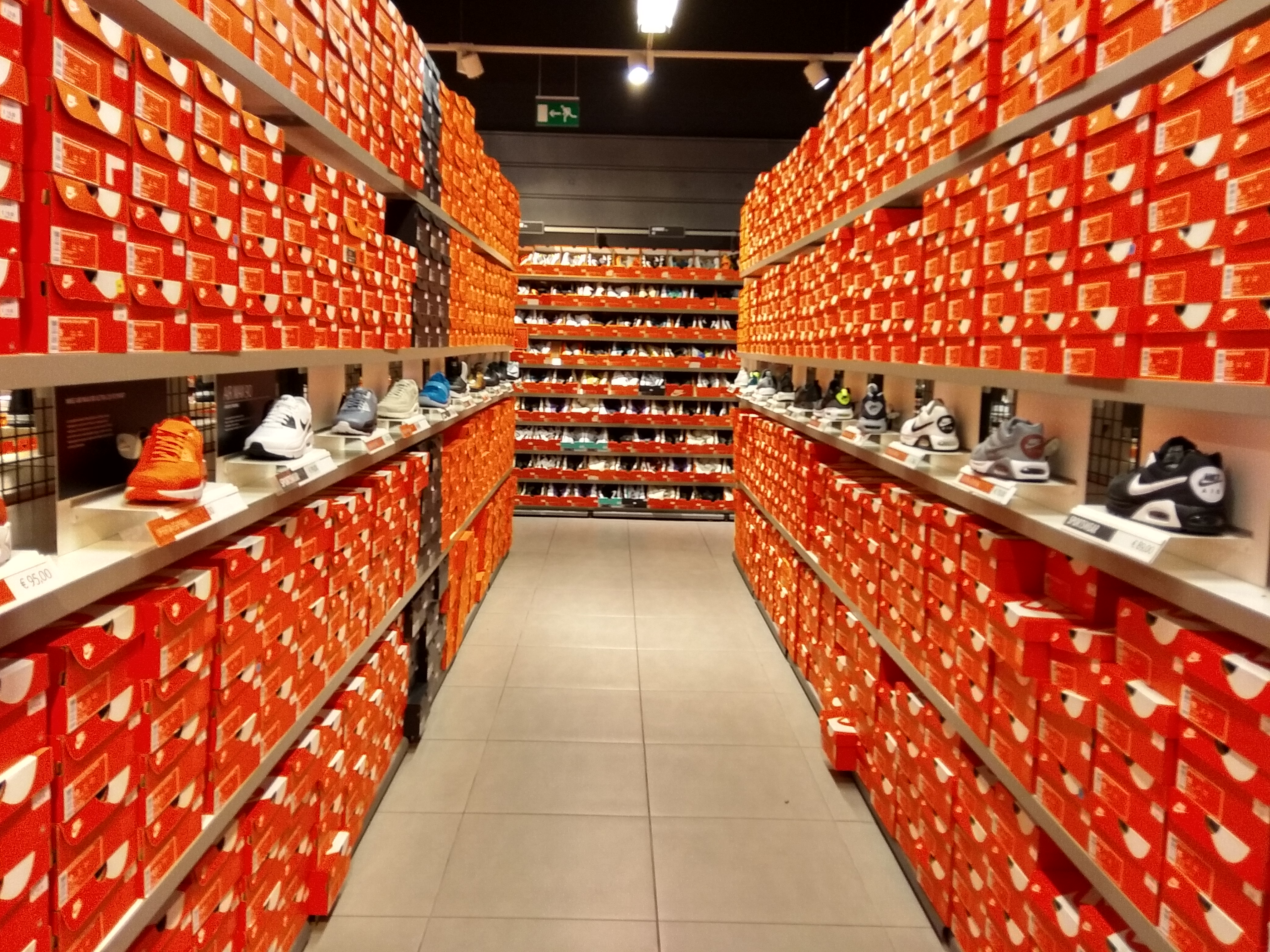
Interior de un outlet Nike

Se llama outlet o tienda de fábrica a un establecimiento comercial especializado en la venta de productos en inventario o de una temporada anterior, siendo por tanto el precio inferior al habitual. En estas tiendas también se venden productos con pequeños defectos, a precios muy rebajados.
A veces, los productos son vendidos en el espacio comercial del mismo fabricante, también conocidos como factory, o dado en administración a terceros; más frecuente es la fórmula del centro comercial outlet, monomarca o multimarca, recogidas bajo una misma estructura con servicios comunes.  
Los ambientes de los outlet son similares a los de las tiendas o centros comerciales comunes.  El servicio está orientado al autoservicio. Los derechos de los consumidores en el ámbito de la adquisición efectuada en un outlet son exactamente los mismos que en cualquier otra tienda en cuanto a defectos de la mercancía, devoluciones, garantía, etc. 
El fenómeno de los outlet está experimentando en los últimos años una fase de rápido crecimiento, tanto en la demanda como en la oferta.

## Outleten la red
En la actualidad, el mercado outlet ha evolucionado en gran medida, introduciéndose como no podría ser de otra manera en la red. Existen varios cientos de páginas en línea que permiten comprar casi cualquier producto. El hecho de poder estar sentado desde casa y poder adquirir cualquier artículo outlet, pertenezca al sector que pertenezca, unido a la situación económica sufrida a nivel mundial, ha hecho que la industria outlet y de centros comerciales dedicados a esta temática crezca desmesuradamente. Este hecho ha producido un cambio de mentalidad en la población, sobre todo a lo que a compras por Internet se refiere y la proliferación de portales orientados a dar salida a sus productos de diferentes marcas al finalizar la temporada.